# 사진 신부
사진 신부(寫眞 新婦, 영어: picture bride) 또는 사진 결혼(寫眞 結婚, 영어: picture marriage)은 조선이나 일본 출신의 하와이 이민 1세대들이 자국 출신 신부의 사진만 보고 혼인한 일을 말한다.

## 계기
1907년 이후 하와이에 건너가 살던 조선인 노동자들은 하와이 농장에서 사탕수수와 파인애플을 재배하는 일을 했는데,결혼문제를 해결할 수 없었다. 이로 인해 불만이 높아지자, 농장주들의 요청으로 신랑과 신부의 사진을 보고 결혼을 결정짓는 사진결혼이 이루어졌다. 일본을 거쳐 하와이에 오는데 필요한 비용은 신랑이 지불했다. 첫 사진결혼 신부는 조사라이며, 1910년 하와이 조선인 노동자와 결혼했다. 이러한 사진결혼으로 노동자들은 가정을 가지게 되었지만, 서로에 대해서 모르는 상태에서 이루어진 결혼이라는 문제점을 가지고 있었다.
1903년과 1905년 사이에 여성은 성인 이민자들 10명 중에 1명꼴이었다. 그들은 모두 남편과 같이 왔다. 결과적으로 독신남자들이 결혼할 수 있는 독신처녀들이 없었다. 이는 지금까지 언급된 내용의 대부분이 남성 중심의 이야기였다는 뜻이 된다. 1910년에서 1924년 사이에 사진신부들이 대거 입국했는데 대략적인 숫자는 600명에서 1,000명에 달한다. 이는 곧 하와이의 한인 남녀 성비율을 어느 정도 평준화하기 위함이었다.
이 사진신부 현상의 원천은 1908년 일본과 미국 사이에 체결된 신사협정에서부터 시작되었다고 볼 수 있다. 그 협정은 일본인들에 대한 비자 발급을 금지했으나 가족의 입국은 허용했다. 일본인 사진신부들이 호놀룰루에 도착하기 시작했을 때 한인들도 분명히 이 같은 제도를 사용하는 것이 가능했다. 사진신부나 사진결혼이라는 것은 신랑신부가 중매쟁이를 통하여 사진을 교환하는 것을 말한다. 만약에 신랑신부가 합의하고 신부에게 여비를 지불하면 신부는 하와이로 와서 사진에서만 본 그 얼굴의 주인과 이민국 건물에서 결혼하는 것이었다. 물론 하와이에 있는 한인 남자들이 고국으로 돌아가 신부를 맞아올 수도 있었고, 실제로 몇몇 사람들은 그렇게 하기도 했으나 돈이 많이 들고 시간도 많이 들었다. 사진신부 제도가 훨씬 더 편리한 대안이었다. 조선이나 일본에서는 전통적으로 중매결혼을 했으므로 이 사진신부 제도는 단지 장거리를 이유로 하는 전통결혼식이라고 할 수 있다.
정확히 이 제도가 어떻게 시작되었고, 누가 첫 사진신부였는가가 분명하지 않은 것은 여러 가지 설(說)이 있기 때문이다. 어느 설에 의하면 감리교의 민찬호 목사가 1909년 처음으로 사진신부를 소개했다는 것이다. 다른 설에 따르면 하와이에 온 첫 사진신부는 조선의 북쪽 도시 의주에 있는 백예수라는 여자가 중매를 해서 왔다는 것이다. 이 설에 따르면 백예수가 사라 최(Sara Choi)라는 여자를 38세의 가구공인 이내수에게 보냈다는 것이다. 최는 1910년 11월 28일 도착하여 4일 후에 민찬호 목사 주례로 결혼했다는 것이다. 두 번째 사진신부 역시 조선의 의주에서 백예수가 보낸 여자였는데 나이는 23세이며 이름은 명선으로, 그녀는 13세 때 이미 9세의 남자와 결혼을 한 적이 있다고 했다. 그녀는 백예수의 친척인 39세 목사인 백만국과 혼약을 맺고 1910년 12월 24일 몽골리아 호를 타고 하와이에 도착했다. 또 다른 설에 따르면 첫 사진신부는 서울과 중부지방에서 왔는데 차공삼이라는 사람이 보냈다는 것이다. 차는 1904년 하와이에 왔으나 5년 후에 조선으로 되돌아간 사람이라고 했다. 차공삼은 하와이에 있는 박례순에게 신부들의 사진을 보냈고 박례순은 신랑감들의 사진을 차공삼에게 보냈다고 했다.
이들 사진신부 제도의 원천은 정확히 알 수 없으나 대부분의 사진신부들이 조선의 남쪽에 있는 제일 큰 항구도시이며 두 번째로 큰 도시인 부산이나 대구, 마산에서 온 것으로 알려져 있다. 이 남부 도시에서 온 첫 사진신부들은 하와이에 있는 노동자들의 고국 친척들이 보냈다. 왜 대부분의 사진신부들이 경상도에서 왔는지는 정확하지 않지만 1910년 이후에 일본의 식민지배가 그들의 땅을 탈취했을 때 경상도 사람들이 가장 많은 피해를 입은 것과 관련이 있을 듯하다. 그리고 당시의 조선은 산업화되지 않았기 때문에 땅을 잃은 사람들은 나라를 떠나는 것 외에는 다른 선택이 없었다. 따라서 많은 한인 남성 실업자들은 제1차 세계대전 이후 경제적인 붐을 타고 노동자가 필요했던 일본으로 갔고, 반대로 여자들은 하와이로 가는 기회를 포착했던 것이다.
이 사진신부 제도로부터 네 그룹이 이득을 얻게 되었는데, 첫째 그룹은 신부를 얻는 신랑들이었고, 둘째는 신랑을 얻는 여성들이었고, 셋째는 중매쟁이들이었으며, 마지막은 하와이 농장주들이었다. 어떤 사람들은 이 사진신부 제도를 한인 총각 노동자들의 무질서한 행동을 바로잡고 싶어했던 농장주들이 시작했다고 잘못 말하고 있다. 다른 말로 하자면 농장주들이 사진신부들을 권장함으로써 한인 남자들을 농장에 정착시키고 보다 일을 더 잘하고, 안정된 노동자들로 만들려고 했다는 것이다. 그러나 농장에서 선교사업을 권장한 것 외에 농장주들이 공식적으로 사진신부 제도를 권장한 증거는 없다. 아마 그들은 가정을 가진 남자들이 더 훌륭한 일꾼들이 될 것이기 때문에 사진신부들을 환영하기는 했을 것이다. 그러나 농장주들이 사진신부들 때문에 한인 남자들이 농장을 떠나지 않을 것이라고 생각했다면 그것은 잘못이다. 정반대로 사진신부의 도착이 오히려 한인들의 빠른 도시 이동을 가속화시켰기 때문이다.
우리가 알기로는 농장주들은 사진신부 제도를 공식적으로 채택하지 않았다. 한때 그들이 이 제도를 채택할 수 있는 기회가 주어졌을 때 거절했기 때문이다. 하와이 농장주 조합 이사들의 기록을 살펴보면 그러한 기회가 1912년 초에 있었다. 예를 들어, "스미스 씨가 말하기를, 지방변호사인 라이트 푸트(Light Foot)라는 사람이 찾아와서 만약에 하와이 사탕수수 농장주 조합이 한인 직업소개소 직원인 C. H. 양이라는 사람에게 500달러를 융자해주면 양은 이 돈을 가지고 조선으로 가서 이곳에 있는 상당수의 미혼 남자들을 위하여 신부감을 데리고 올 수 있다고 했다. 그리고 그가 데리고 오는 한인 신부 1인당 5달러씩 500달러 융자에서 삭감해주기를 원한다고 말했다고 한다." 농장주들은 그렇게 하기를 거절했다. "스미스 씨가 말하기를, 양씨에 관하여 수소문을 해보니 그는 그런 일을 맡길 만한 사람이 되지 못하여 그 일이 바람직하더라도 대출을 승인하지는 않았다는 것이다. 결과적으로 농장주 조합 이사들은 그러한 목적으로 한인 여성들을 데려오는 것은 바람직하지만 양씨에게 융자를 해주는 것은 바람직하지 못하다고 여기고 라이트 푸트 씨에게도 그렇게 전하라고 말했다"고 한다.
물론 하와이의 한인 남자들에게 이러한 사진신부 제도는 그들이 일본의 지배와 국내의 혼란으로 가까운 장래에 고국으로 귀국할 수 없는 이상, 하와이에서의 단란한 가정생활에 대한 희망을 제공했다. 그리고 1905년 한인 이민이 끝난 지 5년 만에 시작된 이 사진신부 제도는 한인의 장래가 이제 조선이 아닌 하와이에 있으며, 일시 체류자에서 정착민으로 바뀌고 있다는 것을 의미했다. 이러한 결론은 1910년 조선의 독립이 종지부를 찍고 같은 해에 사진신부 제도가 시작되었는데, 이때 조선으로 돌아가는 한인들이 극소수였다는 사실에서 뒷받침되고 있다.
사진신부들의 특징이나 동기는 하와이에 있는 그들의 신랑 후보들과 별다름이 없었다. 많은 한인 남자들처럼 한인 여성들도 가난을 피하여 하와이에 있다는 부에 매력을 느끼고 왔다. 그리고 그들 중의 많은 여성들이 기독교와의 모종의 관계를 맺고 있었다. 그리고 남녀 모두 대단히 젊었다. 그들 대부분은 17세에서 24세 정도였으나 간혹 15세도 있었고, 40세도 있었다.
그러나 한편 이 남녀들은 몇 가지 점에서 달랐다. 중요한 특징 하나는 남자들은 대부분 도시 출신들이었고 한반도의 여러 곳에서 왔으나, 여자들은 대부분 농촌 출신으로 경상도에서 왔다는 것이었다. 또한 몇몇 예외는 있으나 사진신부들은 대부분 무학(無學)에 속했다. 여자는 정규교육을 받을 필요가 없다는 유교적 전통에 따른 것이었다. 한 자료에 따르면 어떤 신부는 초등학교 문 앞에도 가보지 못하여 자신의 이름도 쓰지 못했고, 초등학교에 입학을 했어도 그 과정을 마치지 못한 사람들이 대부분이라고 했다. 또한 그들 중 5퍼센트만이 고등학교를 다녔다. 49명의 사진신부들을 조사한 결과 이러한 사실이 판명되었다. 14명은 전혀 교육을 받지 못했고, 22명은 1~3년, 8명은 4~6년, 4명은 7~9년, 오직 1명만이 10~12년의 교육을 받았다. 어떤 경우에는 하와이로 오느라고 교육이 중단되기도 했다. 한편, 고등교육을 받은 여성들은 소위 '해방된' 여성이었으므로 선생이나 간호원, 혹은 교회에서 일했다.
농촌을 떠나는 사진신부들의 모습은 이렇게 묘사되었다. 한 사람이 말하기를, "영옥이의 가족은 항상 어려웠다. 아버지의 비단장사가 실패하자 가족은 다른 수입이 없었다. 그래서 그녀의 가족은 외할머니 집 뒤뜰의 오두막에서 살아야만 했다. 때로는 그녀의 어머니가 삯바느질을 해주고 곡식이나 채소를 얻어왔다. 그런 일조차 없을 때는 굶어야 했다." 또 한 여성은 이렇게 기억했다. "나는 1904년에 태어났다. 우리 형제는 3남 4녀였으며 부모님은 대단히 가난했고, 우리집은 모두 100가구도 되지 않는 조그만 시골에 있었다."
먼저 하와이로 간 신랑들처럼 대부분의 사진신부들은 하와이에 가면 펼쳐질 그 풍요로움에 매력을 느끼게 되었다. 그러나 왕왕 이러한 기대는 헛된 꿈이기 일쑤였다. "나는 외삼촌에게 하와이에서 아주 잘 살고 있다고 말을 들었기 때문에 하와이로 왔다. 그때 듣기에는 정말 하와이는 꿈나라 같기만 했다. 나는 조선에서 하와이가 천국이라고 들었다. 나는 사람들로부터 옷이 나무에 걸려 있고, 그것은 누구나 가져갈 수 있으며, 그곳에는 온갖 과일과 음식이 풍부하다고 했다. 그들은 돈은 살기 위해서 있는 것이 아니라 저금하는 것이라고 말했다. 나는 단지 하와이 섬의 풍요로움과 번영에 대해서만 이야기를 들었다."
약 10여 년 전에 그들의 신랑들을 유인했던 소개꾼들처럼 중매쟁이들이 이러한 비현실적인 풍요로움을 과장했던 것이다. 한 중매쟁이는 미래의 사진신부들에게 이렇게 말했다. "너희들은 함안사범학교의 구선생을 알 것이다. 그의 여동생이 얼마 전에 하와이로 가서 한 조선 남자와 결혼했다. 최근에 그 가족은 돈과 아주 비싼 옷들을 받고 있다. 내가 너희들이라면 하와이에 꼭 가겠다. 그곳에 가면 끼니나 땔감 걱정 할 필요가 없다. 만약에 너희들이 그곳에 있는 조선 남자들과 결혼하게 되면 너희 가족에게 큰 행운을 가져다줄 것이다." 또 다른 사진신부는 중매쟁이가 열을 올려가며 한 말을 기억했다. "이 중매쟁이는 날더러 하와이에 가면 돈이 나무 위에 주렁주렁 열려 있다고 말했다. 내 눈은 꿈꾸듯 했고 그가 하와이에서는 모든 사람들이 부자라고 해서 나는 그를 믿었다." 어느 사진신부도 이렇게 말했다. "그중매쟁이가 나에게 하와이에는 음식이 너무 많아서 절대로 배고프지 않을 것이라고 말했다. 나는 이 말이 잊혀지지 않았다. 그러나 막상 하와이 농장에 가보니 음식이 풍부한 적이 없었다."
물론 사진신부들이 하와이로 대거 입국한 동기는 경제적인 이유가 있었지만 다른 사람들에게는 또 다른 이유가 있었다. 몇몇 사진신부들에게는 기독교와의 인연이 이유가 되기도 했다. 한 사진신부는 "선교사 몇 사람을 만난 이후에 신비의 나라 아메리카로 가는 것이 마음을 떠나지 않았다. 아메리카라는 말만 듣기만 해도 흥분되었다. 나는 단순히 아메리카라는 이 생각만으로 압도되었다"고 말했다. 또 다른 교육받은 여성들에게 사진신부는 혼자서 해외로 갈 수 있는 유일한 기회였다. "나는 친구들과 중매쟁이를 만났다. 그 당시는 혼자 미국으로 갈 수 있는 유일한 길은 사진신부가 되는 것이었다."
다른 여성들은 일본의 지배를 벗어나기 위해서 하와이로 갔다. 한 사람은 이렇게 기억했다. "당시 조선에서는 사람들이 자유롭게 말도 못하고 걸어다니지도 못했다. 일본인들 아래서는 자유가 없었다. 말도 자유롭게 할 수가 없었다. 참으로 어려운 시절이었다. 그러나 하와이는 자유로운 세상이고 모든 사람들이 잘 살고 있었다. 하와이에는 자유가 있기 때문에 말하고 싶으면 말하고 일하고 싶으면 일할 수 있다." 또 한 사진신부는 손자에게 이렇게 말해주었다. "나는 일본인들을 원치 않았다. 그들은 조선을 집어 삼켰고 모든 놋그릇을 징발하여 조선 사람들은 모두 나무 그릇과 나무 젓가락만 사용했다. 조선 사람들은 돈도 벌 수가 없었다." 또 어느 한인 2세는 이렇게 기억했다. "나의 어머니는 서울에서 정치활동을 했다고 감옥살이를 할 뻔했다. 그녀는 그때 겨우 18세였다."
또 교육을 받았거나 깨인 여성들은 자신들의 높아진 기대로 그녀들 앞에 놓여진 전통적인 인습을 벗어나 새로운 지평을 찾고자 했다. "나는 마산에서 간호사로 일했다. 나는 18세였다. 나는 외국어에 소질이 있다고 생각했다. 나는 어느 일본병원에서 일했는데 일본말을 쉽게 습득했다. 휴일이면 자주 영화관에 갔다. 자연스럽게 나는 미국 영화 속에 그려진 화려한 문명을 동경하게 되었다." 교회 야학에서 4년간 공부하고 일본식 사범학교에서 2년간이나 공부한 어느 신여성은 "집 맞은편 언덕에 사는 시골뜨기와 결혼하고 싶지 않았고, 지금까지 보아온 여성들과 같은 길을 가는 것을 원치 않았다. 나는 시골뜨기의 부인보다는 더 나은 운명을 타고났다고 생각했다"고 했다.
또한 부유한 집안 출신의 여성들은 고등교육의 기회를 얻기 위해서 하와이로 오게 되었다. 이 길이 아니면 당시 교육의 기회가 별로 없었던 것이다. "내가 하와이에 간다면 대학을 다닐 수가 있는가?"라고 어느 18세 사진신부 후보는 중매쟁이에게 물어보았다. 어느 여성은 "해외유학과 여행에 대한 열망으로 가득 차 있었다. 나는 17세로 세 아이 중 막내였다. 나는 집을 떠나 일본에 가기로 결정했는데 계집애들이 기숙사에서 감히 속삭이며 말로만 할 수 있는 '저 너머 세계'를 스스로 체험하기 위해서였다. 1917년 나는 가족과 고향을 영원히 떠났다. 일본에서 미국으로 갈 수 있는 유일한 길은 사진신부가 되는 것이라고 들었다. 나는 진정코 단지 남의 이름을 빌려서 미국으로 입국하여 그 후에는 공부를 하고자 했다"고 말했다.
어느 여성들은 유교적 인습에 찌든 사회에서 여성들이 받는 억압에서 탈출하기를 원했다. 남녀를 엄격히 구분하고 중매결혼을 시켰으며 첩 제도가 성행했고 아내에 대한 구타, 시어머니의 지배 등등의 유교적 폐습이 아직도 건재했다. 한 여성을 이렇게 기억했다. "당시 소녀들은 집을 떠나서 10리도 나갈 수가 없었다. 단지 주일학교를 빼놓고는 아무 데도 갈 수가 없었다. 너무나 이상하게도 소녀들은 결혼하기 전에는 전혀 집을 떠날 수가 없었다. 집에서 외출도 하지 못하고, 일하고, 바느질이나 하고, 또 일만 해야 했다. 당시에는 소녀들이 외국에 간다는 것은 상상할 수도 없었다." 중매 결혼을 한 어느 여성은 이렇게 말했다. "나는 나보다 젊은 남자에게 시집 보내졌다. 우리는 가난하지는 않았다. 그러나 남편은 첩을 얻었고, 매일밤 술만 마셨다. 그래서 나는 도망치기로 결정했다." 시부모로부터 벗어나는 것이 사진신부들을 유인하기에 좋은 방법이라고 생각한 어느 중매쟁이는 이렇게 말했다. "너희들이 이곳에서 결혼하게 되면 죽을 때까지 남편과 시부모의 종이 된다. 그렇지만 하와이에 간다면 아무도 괴롭히지 않을 것이다."
그들이 사진신부가 되려는 이유가 무엇이었든지 간에 장애물이 없지는 않았다. 제일 큰 장애물은 부모님의 허락을 받는 것이었는데 특히 아버지의 허락을 받는 것이 문제였다. 아버지는 가장이었을 뿐만 아니라 자기 딸이 누구에게 시집 보내는가를 결정했기 때문이었다. 물론 그들이 10대였을 때는 부모님의 권위가 절대적이었다. 한 소녀는 출국 서류를 만들기 위해서 아버지의 도장을 훔쳐야만 했다. 한 15세 소녀는 이 사실을 부모님에게 알렸을 때 그들이 얼마나 노발대발했는가를 이야기했다. 또 한 소녀는 부산에서 부모님의 반대에도 불구하고 다른 다섯 소녀들과 함께 항구에 나왔다. 사진신부가 되려고 했던 세 젊은 여성들은 중매쟁이에게 이런 사실을 부모님들과 상의하지 않아서 겁이 난다고 말했다. 또 한 여성은 이렇게 기억했다. "나는 하와이로 떠나기 2주 전 부모님에게 이 말씀을 드렸다. 아버지는 극도로 화를 냈고 어머니는 몹시 슬퍼했다. 아버지는 큰 소리로 어머니와 싸우셨고 어머니만 나무랐다. 나는 부모님이 너무나 무서웠다. 나는 혼자서 울고 또 울었다. 내가 떠나던 날 어머니만 기차 정거장으로 나오셨다. 나는 부모님들을 생각하면 너무나 슬펐다. 아버님은 아직도 성이 가시지 않았다."
사진신부 후보들은 아버지를 특히 무서워했지만 어머니들도 그들이 하와이로 가는 것을 반대했다. 어느 사진신부는 어머니에게 하와이에 가서 한인 남자와 결혼하겠다고 말했을 때 어머니가 왈칵 눈물을 쏟은 것을 다음과 같이 기억했다. "열여섯밖에 안 된 계집애가 이게 무슨 농담이냐? 네가 미국이 얼마나 멀기나 한지 알기나 아니?"라고 물었다. 또 한 사람은 이렇게 기억했다. "1915년 나는 하와이로 가기로 결정하고 어머니에게 사진신부가 되어도 좋으냐고 물어보았다. 어머니는 내가 돌았다고 생각하고 그 일을 포기하도록 설득하셨다. 그러나 어머니는 나를 설득하는 데 실패하셨다." 또 한 사람은 반신반의하는 그녀의 어머니에게 다음과 같이 호소해야만 했다. "엄마, 내가 만약 이곳 함안에서 결혼한다면 돈 있는 사람이나 명성있는 사람과 결혼할 기회가 있습니까? 가난한 집에서 태어나 교육도 못 받은 형편에, 나는 시집을 가면 엄마와 똑같이 어려운 전철을 밟게 될 것입니다. 그러니 나의 결혼을 좀 긍정적으로 봐주십시오."
사진신부들이 또 직면해야 했던 장애물은 유교적 전통이었다. 유교사회에서 장손들은 부모를 모시고, 부모들이 돌아가신 후에는 제사를 지내야 했다. 그런 도리를 하지 않는다는 것은 곧 불효를 의미했다. 그럼에도 많은 사진신부들은 기독교도들이었기 때문에 그러한 풍습은 마음을 크게 누르지는 않았다. 한 나이 많은 할머니는 다음과 같이 사진신부들을 이렇게 훈계했다. "나는 얼굴도 잘생긴 너희들이 왜 하와이로 가려는지 이해를 못하겠다. 너희들은 사진신부들에 대한 별별 이야기를 다 들어보지 못했느냐? 너희 동네에서 훌륭한 배필을 왜 만날 수가 없단 말이냐? 아직도 마음을 바꾸는 것은 늦지 않다. 너희들이 죽을 때까지 부모의 가슴을 아프게 하는 것은 용서할 수 없는 죄라는 것을 기억해라. 네 부모들이 사랑하는 너희들을 그렇게 오래 보지 못하면 죽어도 눈을 감을 수 없을 것이다." 그러나 사진신부가 될 소녀들은 이런 말을 너무 많이 들어서 별로 주의를 기울이지 않았다.
이 사진신부 제도에 대한 좋지 않은 평판은 가문의 명예가 걸린 문제였기 때문이었다. 당시 조선에서 발간되었던 한 일본어 지방 신문은 그 지방의 한 여성이 사진신부가 된다는 것을 '이영옥이 하와이로 돈에 팔려가다'라는 머릿기사로 보도했다. 이 결과로 한 여성은 비밀리에 수속을 해야만 했다. 그녀는 이렇게 말했다. "아무도 내가 하와이에 간다는 것을 몰랐다. 만약 그들이 알게 된다면 너무나 놀랄 것이기 때문이었다. 이모와 나만 알았다. 내 이모는 부산에 살고 있었다. 나는 이모 집으로 갔다. 내 사촌이 결혼을 하게 되어 이모집에 가서 옷을 만들어야 한다고 거짓말을 하고 갔다. 그러고는 비밀리에 여권 수속을 했다. 모든 것을 비밀로 하지 않으면 안 되었던 것은 당시에 여자가 혼자 하와이로 가는 것은 팔려간다고 알려져 있었기 때문이었다." 또 다른 사진신부는 다음과 같은 어려움을 견디어내야만 했다. "이 소식을 터뜨리자 온 집안이 눈물 바다가 되었다. 나는 가족들에게 창녀로 팔려가 가문을 더럽힌다고 지탄받았다. 평생동안 가문은 아무도 얼굴을 들고 다닐 수 없을 것이라고 울며 말했다. 나는 이러한 반응을 예상했었고 이러한 고통으로부터 해방되어 도로가 황금으로 포장된 나라에 가서 내가 선택한 남편의 보호 속에서 살 그날을 기다렸다. 이러한 꿈만이 수개월 동안 매일 계속되었던 정신적·육체적 고통을 견디어낼 수 있게 했다."
이러한 사진신부 제도는 당시 조선에서 중매쟁이로 알려져 있던 사람의 역할에 크게 달려 있었다. 어떤 중매쟁이들은 적극적으로 사진신부들을 찾아다녔고, 또 어떤 중매쟁이들은 사진신부들이 그에게 오기를 기다렸다. 조선의 중매쟁이들은 남자도 있었고 여자도 있었는데 그들은 모두 옷을 잘 입었다. 어떤 사람들은 하와이에 간 한인들의 친척이기도 했고, 어떤 중매쟁이들은 하와이에 갔다가 돌아온 사람들이기도 했다. 또 어떤 이들은 아무런 연관이 없는 사람들이기도 했다.
때로는 젊은 여성들 스스로 중매쟁이를 찾아 나서기도 했다. "전주에 하와이에서 귀국한 사람이 있었다. 우리 몇몇 친구들은 그를 방문하기로 결심했다. 소문에 의하면 그는 젊은 여성들이 하와이나 심지어 미국 본토에도 갈 수 있는 길을 알고 있다고 했다. 우리는 김 목사 집에서 그를 만났다. 우리는 그를 감히 쳐다볼 수도 없었다. 우리의 눈은 단지 그의 옆모습만 바라보고 멋진 양복만 볼 수 있었을 뿐이다. 그는 여송연을 피우고 있었고 우리들을 열심히 관찰했다. 그의 눈이 나의 눈과 부딪혔을 때 나는 마치 그가 내 옷을 벗기는 것 같은 느낌을 받았다. 말하자면 그러한 시선이었다. 나는 얼굴이 빨개지고 도망치고 싶었다. 그러나 아메리카로 가는 신비로운 길에 대해서 더욱 알고 싶어졌다. 그리하여 나는 마지못해 질문을 했다. 그는 몇 분간 조용히 앉아 있더니 아주 부드럽고 계산된 태도로 말했다. '너, 정말 이쁘구나.' 그는 몇 초 있다가 다시 말했다. '너는 사진신부가 될 수 있어.' 이는 아주 이상한 말이었다. 사진신부가 도대체 뭐란 말인가?"
다른 때에는 중매쟁이들이 젊은 여성들을 찾아 나섰다. 전해 내려오는 이야기에 의하면, 1916년 옷을 아주 잘 차려입은 중매쟁이가 진주 근처 마을을 돌아다니며 젊은 여성들을 몰래 주시하고 다녔다고 한다. 다음과 같은 대화가 진행되었다.
중매쟁이 : 넌 몇 살이고 이름은 뭐니?
소녀 : 나는 이영옥이고 나이는 열다섯 살입니다.
중매쟁이 : 영옥아, 너 미국 갈 생각있니?
소녀 : 진주 할머니십니까?
중매쟁이 : 그래, 그렇단다.
소녀 : 할머니, 내가 열다섯 살인데도 시집갈 수 있습니까?
중매쟁이 : 왜 안 돼? 네가 열다섯 살이라지만 적어도 열여덟 살쯤 보인다. 그리고 너는 예뻐서 너를 데려가는 남자는 행운아일 거야.
이 중매쟁이는 이미 그 동네의 몇몇 처녀들을 하와이로 중매 결혼시켰기 때문에 잘 알려져 있었다. 그녀는 영옥이에게 많은 처녀들이 하와이에 가서 조선 남자들과 결혼해서 잘 살고 있다고 말했다.
이따금 중매쟁이들은 부모의 영향력이 절대적임을 감안하여 가족을 먼저 방문하고 그들을 설득하기 위해서 하와이에 가면 많은 돈을 모을 수 있다는 상투적인 방법을 썼다. 한 중매쟁이는 1912년 대구에 있는 어느 이씨 집에 가서 다음과 같이 말했다. "당신 딸들이 하와이에 가서 한인 총각들과 결혼한다면 돈을 모을 수 있는 절호의 기회가 생긴다." 그는 그 총각들이 얼마나 부유하고 좋은 위치에서 잘 살고 있는지 그럴듯하게 말했다.
이러한 중매에서 가장 큰 비중은 물론 사진 교환이었다. 중매쟁이들은 일본 사진사를 데려와 예쁜 한복을 입은 쳐녀들의 사진을 찍게 했다. 사진을 찍은 후 때로는 그 사진의 약점을 고치게 했다. 중매쟁이는 이렇게 말했다. "너희들 사진 뒤에 이름과 나이를 적어서 하와이에 있는 중개인에게 보내겠다." 이럴 경우 젊은 처녀들은 중매쟁이에게 사진 촬영한 것을 비밀로 해달라고 호소했다. 그 처녀들은 만약에 결혼이 성사되지 않았을 때 체면을 잃지 않기를 바랐으며, 만약 일이 잘못 되어도 같은 동네의 총각이라도 결혼할 수 있기를 바랐기 때문이었다. 한 남자에게 버림받은 처녀와 결혼하지 않으려는 것은 누구든 당연한 심사가 아니겠는가?
신랑의 사진에 관해서 말한다면 속임수가 대부분이었다. 첫째, 남자들은 여자보다 나이가 두 배는 많았다. 둘째, 농장의 노동이 힘들어서 그 남자들은 더욱 늙어 보였다. 셋째, 흰 얼굴이 귀족적이라고 생각하는 처녀들에게 아열대의 태양 아래 장시간 일하면서 새까맣게 그을린 얼굴은 매력적일 수가 없었다. 마지막으로 그들 중 돈이 많은 사람은 거의 없었다. 분명히 그들의 가난은 젊은 처녀들을 끌기는 어려웠다.
이러한 문제들을 해결하기 위하여 남자들은 자기들의 결점을 숨기지 않으면 안 되었다. 예를 들어 그들은 부(富)티를 내기 위하여 양복을 빌려 입었다. 어떤 사람들은 자신의 고용주나 지배인의 집 앞에서 그 집이 자기 것인 양 사진을 찍기도 했다. 때로는 남의 자동차 앞에서 자기 것인 양 사진을 찍기도 했다. 그밖의 사람들은 전문직의 인상을 주기 위하여 까만 얼굴에 하얀 분을 바르기도 했다. 또 다른 사람들은 사진사에게 부탁하여 사진을 손질하여 자기가 더욱 젊거나 덜 까맣게 보이도록 했다. 몇몇 사람들은 그냥 오래전에 찍은 사진을 보냈다. 어떤 사람은 이렇게 말했다. "당시 우리들은 조선에서 신부를 데리고 온다는 말을 들었다. 우리는 상당히 흥분했다. 우리는 돈을 더 많이 저축할 때까지 기다려야 한다고 생각했다. 그러나 그렇게 되기까지는 수개월, 혹은 수년이 걸린다는 말을 듣고, 우리는 당장 신청서를 내기로 했다. 제일 먼저 우리는 일요일에 교회에 갈 때 입는 양복을 꺼내 입고 사진관으로 갔다. 내가 사진을 중매인에게 내밀었을 때 손이 떨렸다. 어떤 사람들은 너무나 떨려서 이 모든 일이 장난처럼 느껴지는지 웃기만 했다"라고 말했다. 또 한 사람은 딸에게, 사진신부였던 그녀의 어머니가 자신에게 속임수를 썼다고 말했다. "나의 아버지는 열두 살쯤에 조선에서 와서 마우이 섬에서 할아버지와 삼촌과 함께 살았다. 사진신부를 소개하는 일은 목사가 했다. 아버지 말씀에 따르면 신부들 사진은 10장이나 있었다고 했다. 아버지가 사진을 선택하고 신부가 부두에 도착했을 때 그녀는 열네 살 이상으로는 보이지 않았다고 하셨다. 아버지의 설명에 의하면 사진신부인 어머니가 사진을 보냈을 때 사진 뒤에 열여섯 살이라고 썼다는 것이다. 그녀가 도착했을 때, 아버지는 돈이 없어서 그녀를 조선으로 되돌려 보낼 수도 없었다. 그리하여 그들은 마우이 섬에서 재봉틀 한 대를 가지고 단칸방에서 새로운 삶을 시작했다고 한다."
그럼에도 조선에 있던 여성들은 장래 남편이 될 사람들의 속임수가 있다고 의심했다. 다음과 같은 이야기가 의심을 불러일으키지 않을 수 없었다. "나의 숙모님은 16세에 사진신부로 하와이에 왔는데, 그녀의 신랑감은 나중에 알고 보니 놀랍게도 72세였다는 것이다. 신부 가족들은 거리상의 문제, 기타 불분명한 이유 때문에 장래 남편의 신상에 대해 조사를 하지 못했다. 어느 여성은 사진에 신랑감이 앉아 있어서 반신불구가 아닌가 몹시 걱정하기도 했다."
이론적으로 보자면 양쪽 다 사진을 검토할 수 있었기 때문에 모두 선택권을 가지고 있었다고 할 수 있다. 그러나 실질적으로는 먼저 선택한 사람이 유리했다. 선택을 당한 사람은 수락하거나 거절할 수밖에 없었던 것이다. 때로는 남자들이 먼저 선택을 했다. 한 중매쟁이는 조선에서 사진신부들에게 그가 하와이에서 돌아올 때는 사진도 가져오고 돈도 가져오겠다고 했다. 2개월 후 그녀는 사진을 세 장 가져와서 사진 뒤에 신랑감들이 적은 대로 사진을 여성들에게 나눠주었다. 19세의 순희는 37세 총각과 맺어졌고, 21세 수비는 38세 총각과, 그리고 15세 영옥은 세 사람 중에 가장 나이 많은 남자와 맺어졌다. 그 사진 뒤에는 "내 이름은 정봉운이고, 나이는 42세입니다. 나는 이영옥을 원합니다"라고 쓰여 있었다.
당연히 영옥은 신랑감의 나이에 깜짝 놀랐다. 그녀는 이렇게 말했다. "진주 할머니! 어떻게 내 상대가 42세나 되는 남자입니까? 제가 셋 중에서 나이가 제일 어리다는 것을 몰랐습니까? 아마 하와이에 있는 중개인이 내 사진을 잘못 본 모양이지요. 그렇지 않다면 어떻게 이런 일이 일어날 수 있습니까?" 그 할머니는 이렇게 답했다. "호놀룰루에 있는 중개인에 의하면 정씨가 세 남자 중에서 최고라고 한다. 중개인은 정씨가 최고의 신부감을 맞을 만하다고 생각한 거지. 그래서 그가 정씨에게 첫 선택권을 주었고, 세 신부 가운데서 너를 택했다는 거야. 정씨는 사람도 좋을 뿐만 아니라, 돈도 꽤나 모았다고 한다. 그는 충청도 양반이다. 그러니 그이 나이에 대해서 너무 기분 나빠하지 말아라." 그리하여 영옥은 수락하지 않을 수 없었다. 정씨는 미국에 살고 있었고 돈도 많았으므로 다른 조건은 문제가 되지 않았던 것이다. 다른 두 신부들도 신랑감의 나이가 너무 많다고 불평했다. 이에 대해 중매쟁이는 이렇게 답했다. "신랑감들의 나이가 좀 많다는 것은 나도 잘 알고 있다. 그러나 나이 많은 남자들이 신부들에게 더 잘 대한다는 것도 알아야 돼"라고 말했다.
어떤 경우에는 여자들이 먼저 선택하기도 했다. 한 예를 들면, 한 남자 중매쟁이가 여러 장의 사진을 가져와서 여자들에게 선택하라고 했다. 사진은 3인치×2.5인치 규격으로 남자들의 얼굴과 어깨만 겨우 보여줄 수 있을 뿐이었다. 그리고 사진 뒤에는 그 남자의 이름과 주소가 적혀 있었다. 한 여성은 이렇게 기억했다. "우리가 불평을 하기 시작하면 그중매쟁이는 주머니에서 계속 사진을 꺼내었는데, 그 사진은 아주 젊은 사람부터 늙은 사람까지, 미남자에서 추남자까지, 날씬한 사람에서 뚱뚱한 사람까지 여러 남자들이 포함되어 있었다. 그는 우리에게 이렇게 말했다. '이 사람들 중에서 결혼하고 싶은 사람을 선택하면 내가 네 사진을 그에게 갖다주겠다. 그리고 서로가 결혼에 합의하고 신랑될 사람이 결혼 준비금과 교통비를 제공하면, 네가 그 사람과 결혼하기 위해서 미국으로 갈 수 있도록 주선하겠다.' 자신이 선택하는 것보다 선택당한다는 것은 남자든 여자든 별로 유쾌한 일은 아니었다." 어느 사람이 이렇게 물었다. "만약에 내 신부감이 못나고 뚱뚱하다 해도 내가 어떻게 그녀를 조선으로 되돌려보낼 수 있겠습니까?" 그중매쟁이는 그를 뚫어지게 쳐다보며 "우리가 하는 일은 대단히 중요한 일이다. 당신들이 뚱뚱한 여자들은 안 된다고 말한 적도 없고 우리도 그런 것은 몰랐지 않는가"하고 질책했다.
양쪽 당사자들이 결혼에 합의했을 경우에는 호적등본을 교환하고, 신랑감은 결혼준비금을 내놓아야 했다. 이 경비는 신부의 여비 약 70달러, 중매쟁이 소개비 약 30달러, 그리고 사진값 약 20달러를 포함해 최소한 100달러 이상이 들었다. 그러나 대부분의 경우 실제 경비는 300~400달러에 달했다고 하는데, 당시 이 돈은 상당히 큰 돈이었다. 이 돈을 마련하기 위해 당시 도시에서 사업을 할 때 자본이 필요하면 그렇게 했듯이, 신랑감들은 계를 들어야 했다.
그렇게 큰 돈을 지불하지 않으면 안 되었던 세 가지 이유가 있다. 첫째, 중매쟁이들이 사기성이 있어, 있지도 않은 비용을 부과하여 바가지를 씌웠기 때문이다. 둘째, 신부감들이 마음이 변하여 하와이에 오지 않을까 두려워서 신랑감들은 신부감들에게 자신이 돈이 많다는 것을 보여주지 않을 수 없었다. 한 가지 예로 정씨 성을 가진 한 남자가 있었는데, 그는 약 850달러를 그의 신부감에게 보내야만 했다. 물론 때로는 여자들이 신랑감들로부터 돈을 받고도 출국하지 않는 경우도 있었다. 이런 일들이 생기자, 수치스런 일이라고 생각한 관리들은 신부들이 결혼 약속을 지켜서 떠날 때까지 하와이에서 받은 돈을 맡겨놓도록 했다. 셋째, 남자들은 더 예쁜 여자와 맺게 해달라고, 또는 그들이 첫 선택권을 차지할 수 있도록 중매쟁이들에게 뇌물을 주었기 때문이었다. 다른 말로 하자면, 이것은 일종의 보험금으로 돈이 더 많이 들면 들수록 더 예쁘고, 더 젊은 신부감을 얻을 수 있었다는 말이 된다.
이 시점에서 신부의 이름이 남편의 호적에 올라가게 되고, 신부는 일본여권을 신청하게 된다. 여권을 받은 후에는 일본이나 서울에 있는 미국 영사관에 미국 비자를 신청했다.
이제 사진신부에게 남은 것은 여행 준비를 하는 것이었다. 한 사진신부의 회고를 통해 그 과정을 재구성해보자. 그녀는 먼저 서울에 가서 비자를 얻고 미국 영사관에 가서 신체검사를 받았다. 그리고는 집에 돌아와서는 영어공부를 시작했다. 출발하는 날 그녀는 마산까지 마차를 타고 가서 그 곳에서 배를 타고 부산까지 갔다. 부산에서 그녀는 다시 배를 타고 요코하마까지 갔으며, 그곳에서 사진신부를 위해 운영하는 여관에 투숙했다. 요코하마에서 다시 한 번 신체검사를 받아야 했는데, 그곳에서는 기생충 검사와 눈병인 트라코마(trachoma) 검사를 했다. 그녀는 기생충 검사에 걸렸으나 다른 사진신부의 대변과 바꾸어서 무사히 떠날 수가 있었다. 9일간의 항해 후에 그녀는 호놀룰루의 이민 검역소에 도착했으며 거기에서 대표적인 일본 음식인 밥과 일본 된장국과 단무지와 생선을 먹었다. 이 검역소에서 또 한 번의 신체검사와 함께 영어를 읽고 쓰는 시험을 받았다.
이제 바야흐로 사진신부들이 사진 한 장과 이름만 가지고 신랑들을 만날 시간이 되었다. 하와이에서 새로운 생활이 시작될 것이었기에, 그들은 적응을 위해 많은 노력을 기울이지 않으면 안 되었다.
여기에서 부두에서의 한 장면을 소개한다. "이제 신랑들이 들어왔고, 이민국 직원이 이렇게 물었다. '정봉운 씨, 이 여성이 당신이 결혼하려고 초청한 사람입니까?' '예' 그리고 직원이 잇달아 물었다. '이영옥 씨, 이 사람이 당신이 사진에서 본 사람이며, 이 남자와 결혼하려고 왔습니까?' '예, 제가 정봉운 씨와 결혼하려고 여기에 왔습니다.' 이 시점에서 많은 여자들은 자신들이 속았다고 생각했다. 많은 사진신부들은 하와이에 와서 젊고 씩씩하고 돈도 많은 신랑감들을 만나 편안하게 살 수 있을 것이라고 기대했다. 이러한 꿈들은 이민검역소에서 깨어지고 말았다. 그곳에서 그녀들을 기다리고 있었던 남자들은 거의 예외없이 가난하고, 늙고, 구부정하고, 주름이 많고, 아주 새까만 사람들이었다."
사진신부들의 말을 빌리면 그녀들이 배신당했다는 것을 알 수 있다. 23세의 수연은 씩씩하고 건장한 남편을 만날 것이라고 기대를 했다. 그러나 그녀는 작고, 피부가 까맣고, 보잘것없는 남자를 만났다. "솔직히 말해서 나는 실망했다"고 그녀는 말했다. 또 한 사람은 너무나 놀라고 실망스러웠던 당시의 일을 회상하며 다음과 같이 말했다. "내 남편은 25세 때의 아주 잘 생긴 사진을 보냈는데 실제로 그가 부두에 나타났을 때는 너무나 늙어 보였다. 그는 45세였는데, 나보다 무려 25세나 더 많았다. 나는 가슴이 철렁 내려앉았다. 나는 너무나 실망하여 다시는 그를 쳐다보지 않았다." 또 한 여성은 이렇게 기억했다. "내가 약혼자를 처음 보았을 때, 나는 나의 눈을 믿을 수가 없었다. 그의 머리는 백발이었고, 그의 그런 모습을 사진에서는 어디에서도 볼 수 없었다. 그는 내가 생각하는 것보다 훨씬 늙었다." 한 여성은 그녀의 남편이 조선으로 250달러를 보내주었는데, 그는 농장에서 일하고 있었고 13세나 나이가 많았다. 그녀는 이렇게 말했다. "내가 그를 처음 만났을 때, 그는 빼빼 말랐고 까무잡잡했다. 나는 그가 싫었다. 그는 사진과는 전혀 달랐다. 그렇다고 나는 집으로 돌아갈 수도 없었다." 어떤 처녀들은 부두에 있는 선상에서 신랑감들을 바라보았는데, 너무나 충격을 받아 배에서 내리기를 거절했다. 그들은 선원들에게 조선으로 다시 데려가 달라고 간청했다. 그러나 선원들은 그들에게 돌아갈 여비가 없는 것을 알고 강제로 하선시켜서 이민국으로 보내었는데 어떤 처녀들은 '엄마, 엄마, 집으로 보내줘. 집으로 갈 거야, 집으로 갈 거야'하면서 울부짖었다.
대부분의 부부들은 이민국 건물에서 즉석 결혼식을 올렸으나 일부 사람들은 신부가 도착한 며칠 후에야 결혼식을 올렸다. 몇 가지 상황을 종합해보면, 일의 순서는 다음과 같았다. 신랑은 오아후에 도착해 이민국에 가서 그의 신부가 될 처녀를 찾아서 만나게 된다. 그들이 이민국 건물을 나올 때 신부는 신랑의 몇 발짝 뒤에 떨어져서 신랑이 빌린 차로 걸어갔다. 그리고 그들은 이민국에서 1마일도 떨어지지 않은 한인 여관으로 갔다. 여관에 가서는 첫날밤을 위하여 특별히 조용한 방에 투숙했다. 여관에 투숙한 후에 그들은 김치, 된장국, 상추쌈에 식사를 하고 시내로 나가 쇼핑을 했다. 그 여관에서 이틀 밤을 지낸 후에, 신랑은 신부에게 꽃다발을 선물했고, 호놀룰루에 있는 한인 감리교회에서 신부는 치마저고리를 입고 신랑은 그녀에게 약 7달러가 되는 결혼반지를 선물함으로써 결혼식을 올렸다. 그날 밤에는 한인 식당에서 피로연을 열었다. 그리고 그들은 오아후 섬에서 열흘 동안 신혼여행을 즐긴 뒤, 배를 타고 바깥 섬으로 갔다. 도착한 날 밤 그들은 농장에 있는 감리교회로 가서 한인 동포들을 만났다.
그러나 때로는 일들이 그리 순조롭게 진행되지 못할 때도 있었다. 대부분의 처녀들은 호놀룰루의 한인 여관에 도착했을 때 충격을 벗어나지 못한 상태였다. 여관 주인은 이곳에서 흔히 일어났던 골치 아픈 일들을 목격하지 않으면 안 되었다. 예를 들어서 사진신부들은 여관에 들어온 직후부터 밤낮으로 계속 울기만 하는 경우가 많았다. 이렇게 눈물을 흘리고 난 후에도 어떤 처녀들은 며칠이 가도록 말이 없었다. 그들은 단지 밥을 먹기 위해서 식사시간에만 나왔다. 남자들은 처녀들에게 조선으로 강제 송환할 것이라고 위협해서 그들과 결혼하는 수밖에 없었다. 또 다른 여관주인은 이렇게 기억했다. "대체로 절망에 빠진 신부들은 남자들이 접근하면 기를 쓰고 저항했다. 남자들이 화가 나서 그들을 때리면 비명을 지르기도 했다. 때로는 그들의 싸움이 도를 넘쳐 너무 난폭해진다고 생각이 들 때에는 우리가 방으로 들어가 말리지 않으면 안 되었다." 여자 여관주인들은 사진신부들과 공감했는데, "남편감들이 너무 늙고 촌뜨기들이었다. 30~40대의 노총각들은 태양에 얼굴이 까맣게 그을렀고, 주름이 지고 힘든 노동에 허리가 구부정했다. 농장의 생활이 그들을 더 늙게 보이게 했다"고 기억했다. 한 예비 신부는 자신이 여관에서 경험한 것을 이렇게 말했다. "나는 밥도 먹지 않고, 8일 동안 울기만 했다. 아무것도 먹지 않았지만, 모든 사람들이 잠들었을 때에는 몰래 나와서 죽지 않기 위하여 물을 마셔야만 했다. 나는 내 사촌이 중매를 했는데, 그를 죽이고만 싶었다."
그들이 적응해야 했던 여러 가지 중에 첫 번째는, 대단히 실망스러웠지만 선택의 여지가 없었기 때문에 남자들과 결혼할 수밖에 없었다는 것이다. 그들은 조선으로 돌아갈 돈도 없었지만 귀국한다는 것은 체면이 서지 않는 일이었다. 한 여성은 이렇게 기억했다. "나는 조선에서 결혼하려고 이제 막 도착했는데, 어쩔 도리가 없었다. 집으로 돌아간다는 것은 불가능했다." 또 한 여성은 이렇게 기억했다. "나는 '내가 만약에 결혼을 하지 않으면 이민국이 나를 공짜로 조선으로 돌려보내겠지'라고 생각하기도 했다. 또 '내가 여기에 온 이상, 결혼하고 여기에서 사는 것이 낫겠지'라고 생각을 하기도 했다. 그러나 당시에는 조선을 떠나기가 그렇게도 어려웠는데, 어떻게 그냥 돌아갈 수가 있단 말인가. 내가 돌아가게 된다면 우리 부모님들이 수치스러워 할 텐데 말이다." 또 한 여성은 48세 신랑이 불쌍해서 결혼하기로 결심했다며 이렇게 말했다. "나는 그런 중년 남자를 실망시킬 만큼 심장이 강하지 못했다." 물론 남자들도 신부들의 실망을 모르지는 않았다. 한 남자는 자신의 신부 후보의 반응이 냉담하자 그녀에게 물었다. "당신이 나와 진정으로 결혼하고 싶소, 아니면 다른 생각을 가지고 있소?" 그녀는 이렇게 답했다. "당신이 원한다면 결혼하겠습니다." 그러자 그는 "나는 당신과 결혼하고 싶소." 이렇게 해서 그들이 결혼하게 된 것이지, 결코 서로가 좋아해서 결혼하게 된 것은 아니었다. 그러나 사실상 극소수의 사진신부만이 사진신랑과 결혼하기를 거절했다. 이 여성들은 한인 교회의 자선단체에서 돌봐주었다.
둘째, 새로 도착한 신부들은 새로운 생활 조건과 경제 사정에 적응하지 않으면 안 되었다. 특히 남편들이 사탕수수 농장에서 일할 경우에는 더욱 그러했다. 그들은 중매쟁이들과 미래의 남편들이 하와이에 가면 편한 생활을 할 것이라고 한 말만 믿고 왔다. 그러나 그것이 사실과 다르다는 것을 그들은 도착 직후에야 깨달았다. 예를 들어 한 사진신부는 남편 후보를 만났을 때 그는 수년 전에 조선에서 입고 온 양복과 구두를 신고 있었다고 했다. 또 다른 신부는 "남편의 손바닥은 돌처럼 단단해서 선비나 관료의 부드러운 손이 아니었다"고 말했다. 또 한 신부는 "남편이 농장에서 일하고 월급도 얼마 되지 않는 가난뱅이라는 것을 알았기 때문에 하와이에서 대학을 다니겠다는 꿈을 포기했다"고 말했다.
신부들이 적응하는 데 어려움은 숙소에도 있었다. 어느 신부는 "요리용 난로는 깡통 위에 구멍을 뚫어서 만든 것이었고 집도 널빤지로 지은 것이었고, 밤에 전등을 켜놓으면 사생활도 없었다"고 말했다. 또 한 신부는 "신혼방이 대구에 있는 하인의 방보다 못했다. 요리를 하고, 자고, 쉴 수 있는 방이라고는 하나밖에 없었다. 마루는 나무바닥이었다. 가구라고는 초라하거나 거의 없었다. 어떻게 해서 내가 이렇게 고된 생활을 하게 되었는가? 나는 많은 날들을 혼자서 울었다. 나의 생활은 부모님들이 원했던 것과는 거리가 멀었다."
더욱 절망적인 것은 남편들이 그들도 일하기를 원했다는 것이었다. 조선에서 잘 살았던 한 여성은 "나는 하인같이 일해야 했다"고 불평했다. "내 꼴을 좀 보세요. 남편은 수입이 많지 않아 나는 절약을 해야 합니다. 나는 홀아비들의 옷을 세탁하고 다려주어야만 합니다. 그런데 매년 또 아기가 생기지 뭡니까!" 농장에서 남편과 같이 일해야 했던 새댁들이 가장 어려웠다. 한 여성은 이렇게 한탄했다. "오, 이게 무슨 팔자람. 내가 어쩌다 이런 이상한 사탕수수밭에서 일을 하게 되다니! 나는 밤마다 울기도 많이 했지만 이제는 포기했다." 농장에서 살아야 했던 다른 한 여인은 이렇게 기억했다. "나는 매일 밤 울고 싶기만 했다." 또 한 사진신부는 "사정이 내가 생각했던 것과는 전혀 달랐다. 그래서 나는 일을 하기로 결심했다. 남편이 우리 결혼식 때문에 한 달 월급을 써버렸다고 들었기 때문이었다. 내가 일을 하겠다고 말했을 때 남편은 전혀 놀라는 기색이 없이 내가 일하기를 항상 기대하고 있었던 것처럼 보였다. 그것은 너무나 어려운 일이었다. 나는 새벽 4시에 일어나서 사탕수수를 절단하고 물을 주고 잡초를 뽑고 하여 허리가 아팠다. 우리는 인생을 같이 즐기기보다는 일하기 위하여 태어난 것 같았다."
이러한 실망에도 불구하고 대다수의 사진신부들은 하와이에 남아서 생활에 적응했다(그럼에도 최소한 한 명의 임신부는 6개월 후에 조선으로 돌아갔다). 대부분의 여성들은 하와이에서의 어려운 생활이 창피해 고국의 가족들에게 알릴 수가 없었다. 한 여성은 이렇게 말했다. "나는 절망했고 집에 편지를 쓰는 일이 소용없는 일이라고 생각했다. 뿐만 아니라 나는 힘든 생활에 관하여 거짓말을 하고 싶지도 않았기 때문이었다." 귀국하는 것이 현실적 대안이 아니었으므로 대부분의 사진신부들은 그들의 생활과 노동 조건과 재정상태를 개선하기 위하여 노력했다. 우리가 이미 보았듯이 이것은 그들 대부분이 일을 해야 한다는 것을 의미했다. 일을 하기 위해서는 남자들이 그래야 했던 것처럼 그들도 이 농장에서 저 농장으로 이동하지 않으면 안 되었다. 농장에서 일했던 대부분의 부부들이 더 잘 살기 위해서는 농장을 완전히 떠나서 도시로 이사가기를 열망했다. 많은 사람들이 1920년 오아후 섬에서 일어난 파업을 중지시키기 위해서 신부들과 함께 왔으며, 파업이 끝나자 호놀룰루 근처에 눌러 앉아서 다른 직업에 종사하게 되었다.
대부분의 부부들에게 이러한 새로운 생활과 노동조건들은 결혼생활의 남녀평등성 같은 것을 부여했다. 어떤 남자들은 다음과 같이 부인들을 이용하기도 했다. "도시에서는 실업문제가 새로이 생겼다. 그러나 나의 어머니는 성경학교에서 공부를 한 적이 있었으므로 어떤 양복점에서 일하면서 하루에 몇 달러라도 벌어들일 수가 있었다. 나의 아버지는 본래가 선비형이었기 때문에 그냥 앉아서 부양받는 것에 만족하고, 일도 없었지만 일을 찾을 생각조차 하지 않았다." 보다 대표적인 사례는 다음과 같다. "한 할머니는 1914년에 하와이에 도착하여 스무 살이나 더 많은 남자에게 시집을 갔다. 그리고 고생이 시작되었다. 나중에 할머니와 가족들은 호놀룰루로 이사와서 양복쟁이로 일했다. 할머니에게는 이 시절이 너무나 어려운 나날이었으며 그녀는 이때 아이 다섯을 보살펴야만 했었다. 그녀는 허리가 부러지는 노동과 모든 잡일들을 하는 것을 빨리 배웠으며 가난을 직시하게 되었다."
물론 남편들도 생활에 적응하기는 해야 했다. 곧 신부들이 조선으로부터 도착할 것이기 때문에 많은 남자들이 농장을 떠나 도시로 가지 않으면 안 되었다. 그들은 신부들이 농장생활에 만족하지 못할 것을 알았고 농장일들이 자신들을 성공한 인물들로 묘사한 것과 부합되지 않았기 때문이기도 했다. 예비 신부들을 기다리면서 상당수의 남자들은 호놀룰루에서 직장을 구하여 농장으로 돌아가지 않아도 되었다. 그리하여 사진신부들의 도착이 한인 농장의 안정에 기여하리라고 희망했던 농장주들은 실망하게 되었다. 왜냐하면 한인들이 농장을 떠나는 수가 줄기보다는 오히려 증가했기 때문이었다.
도시에서 일했던 한인 남성들은 신부들이 하와이로 출발했다는 소식을 듣자 그들의 생활 조건을 개선하기 위하여 노력했다. 1912년 호놀룰루의 마노아(Manoa) 지역에서 정원일을 했던 한 남자는 주인집 뒤꼍 오막집에 살고 있었는데 이제 곧 부인이 올 것이기 때문에 수입이 더 필요했다. 그래서 그는 주인에게 정원 옆에 있는 조그마한 땅을 빌려줄 수 있겠느냐고 물었다. 주인이 무엇을 할 것이냐고 물었을 때 그는 "채소를 가꾸어 팔아서 수입을 좀더 늘리고 싶습니다"라고 대답했다. 주인은 이를 수락하고 땅을 빌려주었다. 그리하여 그는 한 수레 가득히 채소를 수확하게 되면 이것을 호놀룰루 시내 생선 및 채소 가게에 가져가 팔았다. 그리고 신부가 도착하기 겨우 며칠 전에야 방 하나를 구할 수 있었다. 그 방도 초라했지만 이전에 그가 살았던 방에 비하면 훨씬 나은 것이었다.
사진신부들이 적응해야 했던 또 하나의 현실은 그들이 극도로 반일적이었던 한인 사회에서 살아가는 일이었다. 대부분의 사진신부들이 1910년 한일합방 이후에 하와이로 왔으므로 그들의 상당수는 일본어를 할 수 있었다. 따라서 그들은 일본인 상점에 가서 쇼핑을 할 때 일본어로 말하는 것이 편리하기도 했다. 그러나 반일적이었던 남편들은 그들이 일본말 하는 것을 반대했고 심지어 어느 남편은 부인에게 언제 어디에서든지 일본말을 하지 말 것을 요구했고 이를 어길 때는 조선으로 돌려보낼 것이라고 엄포를 놓기도 했다.
뿐만 아니라 새로 도착한 사진신부들은 그들에게 생소했던 미국의 풍습과 음식에 적응하지 않으면 안 되었다. 한 예로 음료수를 들 수 있는데 한 사진신부는 이렇게 기억했다. "휴식시간에 대부분의 노동자들은 커피 및 과자나 빵을 먹었는데, 나는 쓴 커피나 과자를 먹을 수 없어서 집에서 먹던 음료수들이 생각났다." 어떤 경우에는 신랑들이 신부들에게 선생 노릇을 했는데 소위 식사예절에 관하여 한 신랑은 신부에게 다음과 같이 말했다. "여기서는 국물을 먹을 때 소리를 내어서는 안 된다. 그리고 백인들의 습관은 밥 먹을 때 음식을 입에 넣고 입을 벌리지 않으며 입을 다물고 씹어야 한다." 나중에 사진신부들은 평등, 독립, 개인주의와 같은 보다 추상적인 가치관을 알게 되었고 이러한 것들은 하와이 한인 사회에 아직도 잔존했던 고국의 가치관과 상충되었다.
사진신부들에게는 조선 여자답게, 또 조선 부인답게 행동해야만 한다는 기대가 모아졌다. 문제를 복잡하게 했던 것은 이러한 기대가 미국의 풍습이나 가치관과 모순되었다는 사실이다. 대부분의 사진신부들이 아주 어린 나이에 고국을 떠났기 때문에 예절상 남편들을 만족시키기가 쉽지 않았기 때문이다. 예를 들어 한 사진신부는 남편이 걱정할 정도로 밥이나 빨래마저 할 줄 몰랐다. 다른 사진신부들도 적절한 예절을 배우기도 전에 고국을 떠나야만 했다. 한 젊은 사진신부와 그녀를 나무라는 늙은 남편의 이야기를 들어보자. "당신 이름이 뭐야? 도대체 당신은 뭘 하는 여자야. 당신의 남편은 누구야? 당신은 어른에게 존댓말도 쓸 줄 모른단 말이야?" 그녀는 이렇게 답했다. "미안합니다. 내가 어른에게 예절을 갖추어 공경하지 못하여 미안합니다. 내가 16살에 하와이로 와서 예절을 배울 기회가 없었습니다. 저의 무례함과 무식을 용서해 주시기 바랍니다. 저에게 존댓말을 쓰는 법을 좀 가르쳐주십시오." 존댓말을 쓰는 것이 한인 사회에서는 문제가 되었는지는 모르지만, 반대로 영어를 쓰고 보다 평등한 가치관을 추구하는 미국 사회에서는 사진신부들이 오히려 적응하기가 쉬웠다.
실제로 사진신부들이 어린 나이에 하와이에 왔기 때문에 말을 서양식으로 하고 상하를 따지는 전통적 언어습관을 버리기가 훨씬 쉬웠다. 이동재 교수에 의하면, 하와이로 온 사진신부들은 말을 할 때 조선의 성에 Mr.나 Ms를 붙이거나 일반적으로 'you'라는 말을 자주 쓰고 쉽게 성보다 이름을 부르게 되었다. 결과적으로 그들은 '님'자를 붙이거나 성에 존칭 붙이는 것을 포함한 전통적인 언어사용법을 버렸다. 이러한 평등주의는 조선의 전통적 남존여비 사상과는 반대로 부부간에 언어격차를 없애버림으로써 언어적·사회적으로 평등한 관계를 만들어 갔다. 사진신부들은 하와이에 오래 머물수록 미국과 조선의 가치 충돌과 직면하게 되었지만 점차 미국 풍습을 따르게 되었다.
대부분의 사진신부들은 그들을 원한 남자들과 결혼하기는 했지만 그들의 결혼 생활이 일반적인 것과는 달랐다는 흔적이 발견된다. 남편의 나이가 많았던 그들 부부관계는 사랑하는 관계라기보다는 효도하는 것이나 마찬가지였다. 한 사진신부는 남편을 아버지라고 불렀다. 또 다른 신부는 이렇게 기억했다. "나는 남편이 46살이라는 것을 알게 되었다. 그는 남편이라기보다는 아버지와 같았고 그는 나를 딸처럼 대해주었다. 그러나 그의 나이가 큰 문제가 되지는 않았다. 나는 그를 믿고 의지할 수 있었다. 우리는 남편이 일했던 하와이 섬에 정착했다. 우리가 정착한 지 한 달 후 나의 삼촌이 우리가 어떻게 사는가 보려고 방문했다. 나는 삼촌에게 후회하지 않고 있으며 괜찮다고 말했다. 남편이 나보다 서른 살이나 많았기 때문에 나는 그를 남편이라기보다는 아버지로 생각했다. 우리 둘 사이에 사랑한다는 말을 써보거나 들어본 적도 없었다. 우리의 생활은 단조롭고 무미건조했으며 사랑하는 감정 같은 것은 있을 수가 없었다."
최악의 경우에는 이러한 결혼들이 서로에 대한 원망으로 망쳐지기도 했다. 부인은 속았다고 생각했고 남편은 많은 돈을 들여서 하와이까지 데려왔는데 고마운 줄 모른다고 생각했다. 이러한 결혼들은 시작도 좋지 못했다. 예를 들어 결혼 직후부터 이러했다. "우리는 한집에 살면서도 3개월 동안 말을 하지 않았다." 심지어 도시로 이사 가서 경제 사정이 좀 나아진 후에도 이런 결혼들은 흔들렸다. 한 연구자는 1930년대에 다음과 같이 밝혔다. "사진신부들의 대부분은 결혼 생활이 행복하지 못했다. 많은 사진신부들이 자신들의 분노를 짜증과 잔소리 등으로 해소했다."
많은 가정들이 이처럼 젊은 신부들에 의해서 지배되었다. 예를 들어 한 남자는, 어머니가 1916년 17세에 마산에서 건너와 아버지와 결혼하게 되었는데 아버지는 어머니보다 열여덟이나 많았으며, 자기의 집은 어머니가 지배했다고 말했다. 그 이유는 무엇일까? 첫째, 많은 여성들이 미국의 자유와 개인의 행복에 관한 풍습을 보고 고국의 남존여비와 이혼을 수치스럽게 생각하는 폐습에 의구심을 갖게 되었다. 그리하여 이제는 이혼이 불행한 결혼으로부터 해방되는 한 방법이라고 생각하기 시작했다. 둘째, 하와이에는 아직도 많은 노총각들이 있었기 때문이었다. 따라서 여성들이 한인 사회를 지배했을 뿐만 아니라 대부분(90퍼센트)의 이혼이나, 이혼이 거의 성립할 뻔한 것도 모두 여성들이 먼저 시작했다.
그들의 문제는 불행한 결혼에서 그치지 않았다. 대부분의 결혼 생활은 극심한 경제적인 어려움 속에서 시작되었다. 불행히도 이렇게 형성된 가족들 상당수가 하와이에 온 지 10여 년 후 경제적으로 번영하기 시작했을 때, 1929년 미국의 경제 공황이 일어나 그들을 다시 경제적 도탄에 몰아넣었다. 좋지 않은 예를 들면 한 남자가 자영업을 시작하기로 결정하고 호놀룰루의 높은 지역에 아주 좋은 땅을 빌려서 카네이션을 키우기로 했다. 하와이에서는 꽃목걸이(lei) 수요가 있었으므로 꽃은 항상 돈이 되었다. 그러나 1920년대의 전성기는 지나가고 꽃사업은 휘청거리기 시작했다. 또 다른 사진신부는 1935년 조선으로 귀국하여 부모님들을 방문하고 있었는데 기관차 수선공이었던 그의 남편이 호놀룰루에서 실직하게 되었다. 그녀는 돌아와서 집 하나를 빌려서 숙소와 식료품 가게를 겸하면서 가정을 꾸려나갔다. 5개월 후 식품점이 실패하자 그녀는 라나이 섬의 파인애플 농장에 남편을 취직시켰다.
이 새 가정들의 또 다른 문제는 남자들이 직면한 어려운 현실이었다. 그들은 늦게 결혼한 탓에 얼마 안 가서 육체적으로 아직 어린 처자식들을 부양하기 어려웠으며 남들처럼 은퇴생활을 즐기는 것을 기대할 수도 없었다. 대부분의 남자들이 60세에 은퇴했지만 이 사람들은 그런 여유를 가질 수 없었다. 아이들이 아직 자라고 있었고 학교에 다니고 있었기 때문에 그들이 늙은 아버지들을 부양할 수가 없었기 때문이다. 조선에서 발행되는 간행물들은 사진신부들이 하와이로 떠나기 전에 이미 이러한 것을 예언하고 있었다. 약 10년 후에 발간된 다른 간행물들도 해외 동포들이 이제 머리는 희어지고 더 일할 수가 없어서 사진신부들이 바지를 입고 나가 가족을 부양하지 않으면 안 된다고 쓰고 있었다.
더 심각한 문제는 사진신부들이 이른 나이에 과부가 되는 것이었다. 그리고 대부분이 많은 아이들을 낳았으므로 혼자서 대가족을 부양해야만 했다. 한 사진신부는 그녀의 경험을 다음과 같이 기억했다.
1922년 내가 하와이에 온 지 7년째 되던 해는 내 인생의 가장 큰 전환기였다. 남편은 2년간 앓다가 죽었고 다섯 아이들을 남겨놓았다. 나는 아주 슬펐고 우울했으나 울고 있을 겨를이 없었다. 나는 딜레마에 빠졌다. 나는 아이들과 내 자신을 부양하지 않으면 안 되었다. 나는 1주일 내내 쉴 틈도 없이 일해야만 했다. 일요일을 기다릴 만큼 한가롭지 못했다. 나는 손에 닿는 대로 무엇이든 하지 않으면 안 되었다. 나는 우물에 가서 물도 긷고 사탕수수를 운반했고 다른 사람들의 빨래를 하는 등 여러 가지 일을 했다. 다행히 아이들을 낮 동안에 교회 사람들이 돌봐주어서 일을 할 수가 있었다. 우리는 집세를 절약하기 위하여 아파트를 떠나 언덕 위에 있는 빈집으로 이사했다. 나는 직장에 가기 위하여 좀더 걸어야 했지만 돈을 절약하기 위해서는 못할 일이 없었다. 나의 몸은 얼마 안 가서 이러한 일들을 견디어낼 수가 없었다. 어느 날 우물가에서 물을 긷다가 정신을 잃었다. 나는 인사불성이 되었고 오아후 섬으로 옮겨졌다. 내가 살았다는 것이 기적이 아닐 수 없었다.
사진신부들에게 그래도 좀 나았던 일은 재혼할 기회가 많았다는 것이다. 아직도 여자 수보다 남자 수가 훨씬 더 많았기 때문이었다. 한 사진신부는 하와이에 도착하자마자 남편 될 사람이 심한 폐병을 앓고 있는 것을 알게 되었다. 그는 일 년 안에 죽었다. 그녀는 재혼을 하여 다섯 아이를 낳았다. 다음의 예를 보자. "어느 날 남편이 죽은 지 3년 후 내 삼촌과 목사님이 나를 방문하여 재혼을 하라고 했습니다. 그들은 나보다 10살이나 더 많은 최씨를 나에게 소개했습니다. 나는 그가 농장 노동자가 아니었기 때문에 그를 좋아하게 되었습니다. 나는 생각에 생각을 거듭했으나 어머니로부터 재혼을 하라는 편지를 받고 재혼하기로 결심했습니다. 우리는 결혼한 후에 도시로 나가서 새 집을 샀습니다. 이것은 나에게 새 인생의 시작이었습니다. 나는 아들 하나를 더 낳았고 이 아들이 15살이 되었을 때 나는 다시 과부가 되고 말았습니다."
사진신부들의 생활은 이렇게 어려웠지만 1910년과 1924년 사이에 그들이 하와이에 온 것은 한인 사회의 중요한 이정표가 되었다. 그들은 남녀의 성 비율을 정상화시켰는데 1920년대에 와서 하와이 한인 사회의 남녀 비율은 더 이상 독신 남자들로 독점되지 않았다. 1930년경에는 2세들의 등장으로 24세 이하의 남녀의 숫자는 거의 같아졌고 50세 이상의 집단에서는 남자들이 계속 많았다. 실제로 1930년경 대다수(54퍼센트)의 한인들은 미국 시민이었는데 이들 대부분이 미국 출생이었기 때문이었다. 이러한 변화는 상당히 중요했는데 2세들이 미국의 가치관을 받아들이는 것을 가속화시켰기 때문이다. 1882년(하와이에서는 1900년) 중국인 이민금지법으로 인하여 중국인들이 신부들을 데려오지 못했던 것처럼 한인 남자들도 계속 독신으로 남아 있었다면 두말할 것 없이 2세가 있을 수 없었고 한인 사회는 계속 낡고 전통적인 세대의 가치관에 지배되었을 것이다. 사실상 한인 사회의 중심은 이제 미국화된 2세들에게 곧 옮아가고 있었다.
사진신부들이 남긴 또 하나의 중요한 유산은 하와이에서 대한 독립운동을 크게 진작시켰던 것이다. 그들의 남편들은 합방 전에 조선을 떠났지만 그들은 합방을 겪으면서 일본의 만행을 몸소 체험했으므로 애국심이 남편들 못지않았다. 사진신부들의 애국심은 생활 전반에서 표출되었다. 한 남자는 어린 시절, 사진신부였던 어머니가 항상 일본인들을 미워하도록 교육했는데 어머니는 그에게 한 명의 조선 사람은 열 명의 일본인들을 당해낼 수 있다고 말해주었다고 한다. 조선에 가서 부모님들을 방문했던 한 사진신부는 1919년 3·1운동에 참가하여 일본 당국에 의해 체포되기도 했다. 그녀는 1921년 하와이로 돌아오는 길에 요코하마에 정박했는데 그곳에서 또 2개월 동안 구금되었다고 했다.
영남부인회 같은 사진신부들의 조직은 조선에서 인사들을 초청하여 교회나 그들 모임에서 연설을 하게 하는 등 민족운동을 벌이기도 했다. 한 여성은 조선에서 온 한 가수가 사진신부였던 어머니에게 들려주었다는 이야기를 다음과 같이 기억하고 있었다.
나는 아주 깊은 관심을 가지고 들었는데, 조선에 사는 사람들이 받는 고통 때문이라기보다 어머니가 그렇게 자신의 감정을 드러내보인 적이 없었기 때문이었다. 지금까지 어머니는 대부분의 사람들처럼 다음 세대에게 그들의 절망감이나 독립에 관하여 말해준 적이 없었다. 그때 어머니는 나라를 빼앗긴 한인의 처지에 대하여 대단히 수치스럽고 창피하게 느끼고 있는 듯이 보였다. 그 가수가 섬을 떠난 후에 나는 교인들이 일요일마다 모여서 샘솟는 듯한 열정으로 조국 독립의 필요성을 거침없이 외치는 것을 들었다. 그리고 그들은 혐오스럽고 광적인 일인들의 행동을 저주했다. 한인들에게 고통을 주는 일인들을 미친 사람들이라고 단정지었다. 남자들은 왜놈들을 경멸하고 욕했다. 여자들은 손을 붙잡고 울면서 자기 고국의 상황을 한탄했다.
1924년 미국 이민법이 통과되면서 사진신부들의 입국은 끝나버렸다. 일본인들을 목표로 한 이민법이었지만 조선이 이제는 일본 제국의 일부였으므로 한인들도 영향받을 수밖에 없었다. 하와이의 한인들은 조선의 독립을 위하여 모든 노력을 아끼지 않았다.
출처:「하와이 한인 이민 1세 - 사진신부(Picture-Bride)라는 제도」

## 같이 보기
- 우편주문 신부
- 재하와이 한국인(en:Korean immigration to Hawaii)
- 자파유키상(ja:ジャパゆきさん)
- 가라유키상
- 일본의 국제결혼(en:Japan foreign marriage)
- 픽처 브라이드